# Vượn gấu
Vượn gấu (tên khoa học Perodicticus potto) là một loài động vật có vú trong họ Lorisidae, bộ Linh trưởng. Loài này được Müller mô tả năm 1766.

## Phân loài
Có 4 phân loài được công nhận:
- Perodicticus potto potto
- Perodicticus potto edwardsi
- Perodicticus potto ibeanus
- Perodicticus potto stockleyi

Có 2 loài khác có thể cùng họ với vượn gấu: vượn gấu vàng (golden potto) và vượn gấu quỷ (false potto).

## Đặc điểm
Vượn gấu có chiều dài từ 30 tới 39 cm, với chiếc đuôi ngắn (3 tới 10 cm), trọng lượng từ 600 tới 1,600 gram (21 ~ 56 oz). Chúng có bộ lông mềm màu nâu tối, là động vật sống về đêm, sống trên cây và di chuyển chậm.
Địa bàn phân bố chủ yếu ở những vùng mưa nhiệt đới ở châu Phi.
Dựa vào nghiên cứu thành phần thức ăn trong dạ dày của chúng, thì khẩu phần ăn thường ngày của vượn gấu chủ yếu gồm: 65% trái cây, 21% chồi và 10% côn trùng.

## Hình ảnh

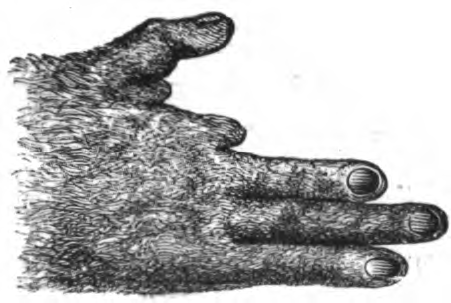
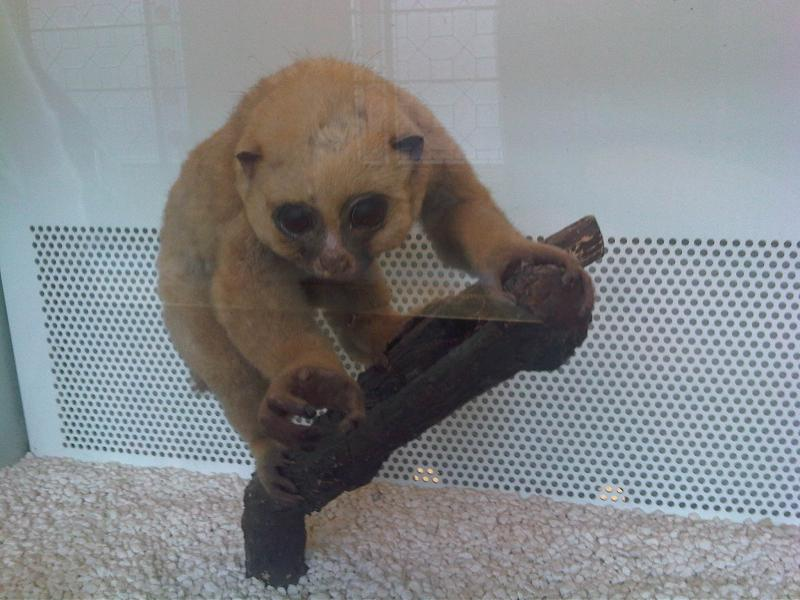
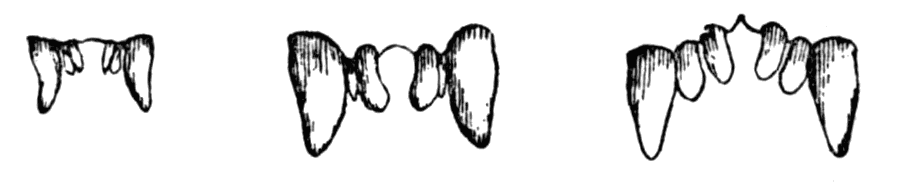